# Lepo je biti sosed
Lepo je biti sosed je bila slovenska igrana televizijska serija, ki so jo začeli snemati leta 2008 in jo po šestih sezonah končali maja 2011. Nanizanko je predvajala televizija POP TV v ponedeljkovem večernem terminu (20.00), njen režiser je bil Ven Jemeršić. Prve tri sezone so posnete po slovaškem originalu Susedia. Zgodbo in scenarij sta za prve tri sezone napisala Andy Kraus, Peter Marcin v slovaškem originalu. V slovenščino je scenarij za prve tri sezone adaptiral Rok Vilčnik. Zgodbo od 4. sezone za slovensko nadaljevanko je sestavljal režiser Ven Jemeršić, scenarij je pisal Rok Vilčnik. Na slovaškem so po 10. letih posneli še dodatni dve sezoni trenutno pa snemajo 6. sezono.

## Opis
Sosedska nadaljevanka nam razkriva življenje dveh parov, ki ju ločuje le stena, skozi katero se sliši marsikaj. Na eni strani živita Ivo in Silvika Špeh, na drugi stani stene Beno in Žuža Sagadin. Beno in Ivo sta prijatelja že iz mladih dni, tako da ju druži prav posebna vez. Žuža in Silvika se trudita iz svojih mož potegniti najboljše, pa se včasih zalomi. V nanizanki sta nastopali tudi Vanessa (prva sezona) in njena sestrična Pamela (2.-3. sezona). V četrti sezoni se zgodbi pridruži še hišnik Renato, ki obema paroma popestri življenje.  

## Igralska zasedba
| Igralec              | Vloga                 | Čas igranja (sezone)                         |
| -------------------- | --------------------- | -------------------------------------------- |
| Vesna Pernarčič      | Silvija Špeh-Silvika  | 1.-6. sezona                                 |
| Alojz Svete          | Ivan Špeh-Ivo         | 1.-6. sezona                                 |
| Mario Dragojevič     | Tibor Špeh            | 2.-3. sezona, zadnji del 4. sezone-6. sezona |
| Maša Žilavec         | Branka Sagadin-Žuža   | 1.-6. sezona                                 |
| Gorazd Žilavec       | Benjamin Sagadin-Beno | 1.-6. sezona                                 |
| Anja Drnovšek        | Lidija Sagadin        | 2.-3. sezona, zadnji del 4. sezone           |
| Anika Horvat         | Vanessa               | 1. sezona-2. del 2. sezone                   |
| Veronika Žajdela     | Pamela                | 2. del 2. sezone-3. sezona                   |
| Ana Dolinar Horvat   | Anamarija             | 4. del 4. sezone-6. sezona                   |
| Maja Martina Merljak | Sabrina               | 5.-6. sezona                                 |
| Fredi Miler          | poštar                | 1.-3. sezona, 5.-6. sezona                   |
| Vojko Belšak         | Smiljan Bodiroža      | 6. del 3. sezone-6. sezona                   |
| Vladimir Vlaškalič   | Renato Bezeg-hišnik   | 4.-6. sezona                                 |

## Seznam sezon
| Sezona | Sezona | Epizode | Originalno predvajanje | Originalno predvajanje |
| Sezona | Sezona | Epizode | Začetek sezone         | Konec sezone           |
| ------ | ------ | ------- | ---------------------- | ---------------------- |
|        | 1      | 15      | 13. oktober 2008       | 19. januar 2009        |
|        | 2      | 17      | 23. februar 2009       | 15. junij 2009         |
|        | 3      | 15      | 14. september 2009     | 21. december 2009      |
|        | 4      | 17      | 15. februar 2010       | 17. maj 2010           |
|        | 5      | 14      | 6. september 2010      | 6. december 2010       |
|        | 6      | 20      | 17. januar 2011        | 20. maj 2011           |

## Seznam epizod

### Sezona 1
| Zap. # | Epizoda sezone | Naslov epizode   | Režija       | Adaptacija scenarija | Premierno predvajanje | Opis epizode |
| ------ | -------------- | ---------------- | ------------ | -------------------- | --------------------- | --- |
| 1.     | 1.             | Selitev          | Ven Jemeršić | Rok Vilčnik          | 13. oktober 2008      | Ivo se s Silviko preseli nasproti Sagadinovih, ob tem pa založi ključe od stanovanje, kmalu pa še ugotovi, da nove postelje sploh niso pripeljali. Žuža dovoli, da lahko s Silviko prespita pri njih, vendar se stvari zakomplicirajo, ko ugotovi, da je Beno prodal njuno posteljo. |
| 2.     | 2.             | V sedmih nebesih | Ven Jemeršić | Rok Vilčnik          | 20. oktober 2008      | |
| 3.     | 3.             | Dvojčici         | Ven Jemeršić | Rok Vilčnik          | 27. oktober 2008      | |
| 4.     | 4.             | Tašča            | Ven Jemeršić | Rok Vilčnik          | 3. november 2008      | Beno je ves nezadovoljen, ker Žuža ni pospravila stanovanja, kljub informaciji, da pride njegova mami na obisk, ki pa je z Žužo na bojni nogi |
| 5.     | 5.             | Pica             | Ven Jemeršić | Rok Vilčnik          | 10. november 2008     | |
| 6.     | 6.             | Vikend           | Ven Jemeršić | Rok Vilčnik          | 17. november 2008     | |
| 7.     | 7.             | Obletnica poroke | Ven Jemeršić | Rok Vilčnik          | 24. november 2008     | |
| 8.     | 8.             | Veliki televizor | Ven Jemeršić | Rok Vilčnik          | 1. december 2008      | |
| 9.     | 9.             | Miklavž          | Ven Jemeršić | Rok Vilčnik          | 8. december 2008      | |
| 10.    | 10.            | Darila           | Ven Jemeršić | Rok Vilčnik          | 15. december 2008     | Beno Žužo preseneti z izletom v Alpe, za katerega pa nimata denarja, ker je Žuža ves dobiček investirala v božične venčke. Ker izleta ne moreta preklicati, Beno postane depresiven.                                                                                                 |
| 11.    | 11.            | Božič            | Ven Jemeršić | Rok Vilčnik          | 22. december 2008     | |
| 12.    | 12.            | Silvester        | Ven Jemeršić | Rok Vilčnik          | 29. december 2008     | |
| 13.    | 13.            | Gretica          | Ven Jemeršić | Rok Vilčnik          | 5. januar 2009        | |
| 14.    | 14.            | Koča             | Ven Jemeršić | Rok Vilčnik          | 12. januar 2009       | |
| 15.    | 15.            | Rojstni dan      | Ven Jemeršić | Rok Vilčnik          | 19. januar 2009       | |

### Sezona 2
| Zap. # | Epizoda sezone | Naslov epizode        | Režija       | Adaptacija scenarija | Premierno predvajanje |
| ------ | -------------- | --------------------- | ------------ | -------------------- | --------------------- |
| 16.    | 1.             | Tajnica               | Ven Jemeršić | Rok Vilčnik          | 23. februar 2009      |
| 17.    | 2.             | Tibor                 | Ven Jemeršić | Rok Vilčnik          | 2. marec 2009         |
| 18.    | 3.             | Obisk iz Pariza       | Ven Jemeršić | Rok Vilčnik          | 9. marec 2009         |
| 19.    | 4.             | Zamenjava žena 1. del | Ven Jemeršić | Rok Vilčnik          | 16. marec 2009        |
| 20.    | 5.             | Zamenjava žena 2. del | Ven Jemeršić | Rok Vilčnik          | 23. marec 2009        |
| 21.    | 6.             | Super novica          | Ven Jemeršić | Rok Vilčnik          | 30. marec 2009        |
| 22.    | 7.             | Pomemben obisk        | Ven Jemeršić | Rok Vilčnik          | 6. april 2009         |
| 23.    | 8.             | Velika noč            | Ven Jemeršić | Rok Vilčnik          | 13. april 2009        |
| 24.    | 9.             | Postelja              | Ven Jemeršić | Rok Vilčnik          | 20. april 2009        |
| 25.    | 10.            | Prstan                | Ven Jemeršić | Rok Vilčnik          | 27. april 2009        |
| 26.    | 11.            | Ločitev 1. del        | Ven Jemeršić | Rok Vilčnik          | 4. maj 2009           |
| 27.    | 12.            | Ločitev 2. del        | Ven Jemeršić | Rok Vilčnik          | 11. maj 2009          |
| 28.    | 13.            | Ljubosumni možje      | Ven Jemeršić | Rok Vilčnik          | 18. maj 2009          |
| 29.    | 14.            | Ščurki                | Ven Jemeršić | Rok Vilčnik          | 25. maj 2009          |
| 30.    | 15.            | Silvikin rojstni dan  | Ven Jemeršić | Rok Vilčnik          | 1. junij 2009         |
| 31.    | 16.            | Alarm                 | Ven Jemeršić | Rok Vilčnik          | 8. junij 2009         |
| 32.    | 17.            | Reisefiber            | Ven Jemeršić | Rok Vilčnik          | 15. junij 2009        |

### Sezona 3
| Zap. # | Epizoda sezone | Naslov epizode        | Režija       | Adaptacija scenarija | Premierno predvajanje |
| ------ | -------------- | --------------------- | ------------ | -------------------- | --------------------- |
| 33.    | 1.             | Vrnitev z dopusta     | Ven Jemeršić |                      | 14. september 2009    |
| 34.    | 2.             | Dokaz ljubezni        | Ven Jemeršić |                      | 21. september 2009    |
| 35.    | 3.             | Tetovaža              | Ven Jemeršić |                      | 28. september 2009    |
| 36.    | 4.             | Fotomodel             | Ven Jemeršić |                      | 5. oktober 2009       |
| 37.    | 5.             | Maček-Hrček-Miš       | Ven Jemeršić |                      | 12. oktober 2009      |
| 38.    | 6.             | Piknik                | Ven Jemeršić |                      | 19. oktober 2009      |
| 39.    | 7.             | Stava                 | Ven Jemeršić |                      | 26. oktober 2009      |
| 40.    | 8.             | Nagrobni venci        | Ven Jemeršić |                      | 2. november 2009      |
| 41.    | 9.             | Noč čarovnic          | Ven Jemeršić |                      | 9. november 2009      |
| 42.    | 10.            | Disco party           | Ven Jemeršić |                      | 16. november 2009     |
| 43.    | 11.            | Totalka               | Ven Jemeršić |                      | 23. november 2009     |
| 44.    | 12.            | Vozniški izpit        | Ven Jemeršić |                      | 30. november 2009     |
| 45.    | 13.            | Piramida              | Ven Jemeršić |                      | 7. december 2009      |
| 46.    | 14.            | Otroško miklavževanje | Ven Jemeršić |                      | 14. december 2009     |
| 47.    | 15.            | Guru                  | Ven Jemeršić |                      | 21. december 2009     |

### Sezona 4
| Zap. # | Epizoda sezone | Naslov epizode         | Režija       | Scenarij    | Premierno predvajanje |
| ------ | -------------- | ---------------------- | ------------ | ----------- | --------------------- |
| 48.    | 1.             | Hišnik                 | Ven Jemeršić | Rok Vilčnik | 15. februar 2010      |
| 49.    | 2.             | Nosečnost              | Ven Jemeršić | Aleš Nadai  | 22. februar 2010      |
| 50.    | 3.             | Loto                   | Ven Jemeršić | Rok Vilčnik | 1. marec 2010         |
| 51.    | 4.             | Poročna torta          | Ven Jemeršić | Aleš Nadai  | 8. marec 2010         |
| 52.    | 5.             | Spidi                  | Ven Jemeršić | Rok Vilčnik | 15. marec 2010        |
| 53.    | 6.             | Impotenca              | Ven Jemeršić | Aleš Nadai  | 22. marec 2010        |
| 54.    | 7.             | Treba je samo verjeti  | Ven Jemeršić | Rok Vilčnik | 29 .marec 2010        |
| 55.    | 8.             | Zaljubljeni poštar     | Ven Jemeršić | Aleš Nadai  | 5. april 2010         |
| 56.    | 9.             | Zaroka                 | Ven Jemeršić | Rok Vilčnik | 12. april 2010        |
| 57.    | 10.            | Vedeževalec            | Ven Jemeršić | Aleš Nadai  | 19. april 2010        |
| 58.    | 11.            | Kasting agencija       | Ven Jemeršić | Rok Vilčnik | 26. april 2010        |
| 59.    | 12.            | Ponarejevalci denarja  | Ven Jemeršić | Aleš Nadai  | 3. maj 2010           |
| 60.    | 13.            | Pasulj                 | Ven Jemeršić | Rok Vilčnik | 10. maj 2010          |
| 61.    | 14.            | Inštruktorica aerobike | Ven Jemeršić | Rok Vilčnik | 17. maj 2010          |
| 62.    | 15.            | Eko Ivo                | Ven Jemeršić | Aleš Nadai  | 24. maj 2010          |
| 63.    | 16.            | Totalna zmešnjava      | Ven Jemeršić | Rok Vilčnik | 31. maj 2010          |
| 64.    | 17.            | Poslednji Patriot      | Ven Jemeršić | Rok Vilčnik | 7. junij 2010         |

### Sezona 5
| Zap. # | Epizoda sezone | Naslov epizode                | Premierno predvajanje |
| ------ | -------------- | ----------------------------- | --------------------- |
| 65.    | 1.             | Rock'n'roll                   | 6. september 2010     |
| 66.    | 2.             | Študentka                     | 13. september 2010    |
| 67.    | 3.             | Ivotov brat                   | 20. september 2010    |
| 68.    | 4.             | Miss soseske                  | 27. september 2010    |
| 69.    | 5.             | Facebook                      | 4. oktober 2010       |
| 70.    | 6.             | Izguba spomina                | 11. oktober 2010      |
| 71.    | 7.             | Spanish Trek Was              | 18. oktober 2010      |
| 72.    | 8.             | Vernika                       | 25. oktober 2010      |
| 73.    | 9.             | Dalmacija                     | 1. november 2010      |
| 74.    | 10.            | Predsednik krajevne skupnosti | 8. november 2010      |
| 75.    | 11.            | Bioenergija                   | 15. november 2010     |
| 76.    | 12.            | Davčna                        | 22. november 2010     |
| 77.    | 13.            | Oporoka                       | 29. november 2010     |
| 78.    | 14.            | Najbolša patrija              | 6. december 2010      |

### Sezona 6
| Zap. # | Epizoda sezone | Naslov epizode                                 | Premierno predvajanje |
| ------ | -------------- | ---------------------------------------------- | --------------------- |
| 79.    | 1.             | Snežna vojna                                   | 17. januar 2011       |
| 80.    | 2.             | Koline                                         | 24. januar 2011       |
| 81.    | 3.             | Človek, ne jezi se!                            | 31. januar 2011       |
| 82.    | 4.             | Najljubša učiteljica                           | 7. februar 2011       |
| 83.    | 5.             | Nezakonski sin                                 | 14. februar 2011      |
| 84.    | 6.             | Poslednji planšar                              | 21. februar 2011      |
| 85.    | 7.             | Fuzbal                                         | 28. februar 2011      |
| 86.    | 8.             | Sesalec                                        | 7. marec 2011         |
| 87.    | 9.             | Družinsko deblo                                | 14. marec 2011        |
| 88.    | 10.            | Civilna zaščita                                | 21. marec 2011        |
| 89.    | 11.            | Antistres                                      | 28. marec 2011        |
| 90.    | 12.            | Dan hvaležnosti                                | 4. april 2011         |
| 91.    | 13.            | Kroglica                                       | 11. april 2011        |
| 92.    | 14.            | Polžje dirke                                   | 18. april 2011        |
| 93.    | 15.            | Domača obrt                                    | 25. april 2011        |
| 94.    | 16.            | Hipi Ivo                                       | 2. maj 2011           |
| 95.    | 17.            | Gripa in oslovski kašelj                       | 9. maj 2011           |
| 96.    | 18.            | Stevardesa na balonu                           | 16. maj 2011          |
| 97.    | 19.            | Cvetličarna,trafika,top shop, handy čistilnica | 23. maj 2011          |
| 98.    | 20.            | Požar                                          | 30. maj 2011          |